# Sanitätsamt
Das Sanitätsamt ist eine deutsche militärärztliche Behörde, die den Gesundheits- und Krankendienst bei den Truppenteilen leitete.

## Deutsches Reich

### Geschichte

#### Heer
Beim Heer des Deutschen Reiches wurde das Sanitätsamt ursprünglich bis 1899 als Sanitätsdirektion geführt.  Die Sanitärdirektion hatte die Leitung des Sanitäts- und Veterinärwesens unter sich und wurde durch eine Korps-Generalarzt geleitet.
Es wurde von der Militärintendantur unterstützt und hatte die Verwaltung der Militärlazarette im Bereich des jeweiligen Armeekorps zu regeln.
Das Sanitätsamt war, wie z. B. die Militärintendantur und die Stabsabteilung, dem Generalkommando zugeteilt. Zu jedem Sanitätsamt gehörte außer dem leitenden Korpsarzt ein Oberarzt, ein Korpsstabsapotheker und ein etatmäßiger Schreiber.
Für mikroskopisch-bakteriologische Untersuchungen konnte dem Sanitätsamt ein Stabsarzt der Garnison zugeteilt werden.

#### Marine
Im Bereich der Kaiserlichen Marine gab es in Wilhelmshaven das Sanitätsamt der Marinestation der Nordsee und in Kiel das Sanitätsamt der Marinestation der Ostsee. Diese waren dem Chef des Marinesanitätswesens fachlich unterstellt, welcher in Personalunion auch Chef des Marinemedizinalamtes im OKM war. Im Dezember 1919 wurden alle noch bestehenden Marinelazarette der Reichsarbeitsminister zugeordnet und dem neu aufgestellten Sanitätsamt Altona unterstellt. Damit waren formal die Dienststellen des Sanitätsamtes der Marinestationen aufgelöst.
Später wurde bei der Reichsmarine nach der Neuorganisation des Sanitätswesens 1925 erneut zwei Dienststellen mit der gleichen Bezeichnung wieder eingerichtet, welche auch in der Kriegsmarine weiterbestanden.

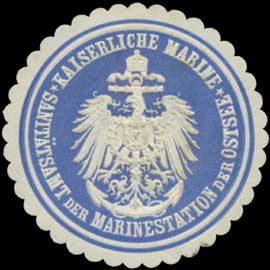
Siegelmarke des Sanitätsamts der Marinestation der Ostsee, zwischen 1850 und 1923

##### Sanitätsamt der Marinestation der Ostsee
Die Unterstellung erfolgte unter die Marinestation der Ostsee.
Im August 1914 existierte neben dem Sanitätsdepot in Kiel am gleichen Ort ein zugeordnetes Festungslazarett, welche aufgrund des Kriegsausbruches gebildet wurden. Festungslazarette bestanden ebenso in Kiel-Wik (ab 1905) und Friedrichsort. Marinelazarette waren in Mürwik (ab 1910) und Sonderburg (ab 1911) vorhanden. Ende Oktober 1914 kam noch Festungslazarette in Kiel-Bellevue und Kiel-Ravensberg dazu. Bis Ende des Krieges 1918 kam noch ein Marinelazarett in Libau hinzu.
Ab 1912 war der Marinegeneralarzt Walther Uthemann Stationsarzt und Vorstand des Sanitätsamtes.

##### Sanitätsamt der Marinestation der Nordsee
Anfang 1890 wurde die Dienststelle mit Sitz in Lehe aufgestellt und unter die Leitung des Stabsarztes der Marinestation der Nordsee gestellt. Der Dienststelle waren alle Sanitätsdienststellen im Nordseebereich unterstellt. 1899 kam zum Garnisonslazarett Lehe noch das Garnisonslazarett Cuxhaven hinzu, welche ab 1905 die Bezeichnung Marinelazarett erhielten. 1913 wurde das neue Lazarett auf Helgoland (ab 1902) eröffnet und dem Sanitätsamt zugeordnet.
Im August 1914 existierte neben dem Sanitätsdepot und dem Werftkrankenhaus in Wilhelmshaven am gleichen Ort ein zugeordnetes Festungslazarett. Festungslazarette bestanden ebenso in Cuxhaven, Lehe und Helgoland. Ende Oktober 1914 kam noch ein Sanitätsdepot, Festungslazarett und Quarantänestation in Cuxhaven, ein Festungslazarett Ingenieur- und Deckoffizierschule Wilhelmshaven und ein Festungslazarett in Brunsbüttelkoog dazu. Zusätzlich wurde in Hamburg ein Marinelazarett eingerichtet. Bis Kriegsende 1918 änderte sich in der Zuordnung nichts mehr.

## Bundesrepublik Deutschland
Kurz nach Einführung der Laufbahn der Sanitätsoffiziere in der Bundeswehr wurde am 1. Oktober 1956 das Wehrmedizinalamt mit zunächst drei Abteilungen aufgestellt. Dieses wurde im Februar 1965 umgegliedert zum Sanitätsamt der Bundeswehr (SanABw), das im Oktober 2001 im Rahmen der Neustrukturierung der Bundeswehr neu organisiert und an den Standort München verlegt wurde.